# Bézaudun-sur-Bîne
Bézaudun-sur-Bîne är en kommun i departementet Drôme i regionen Auvergne-Rhône-Alpes i sydöstra Frankrike. Kommunen ligger i kantonen Bourdeaux som tillhör arrondissementet Die. År 2022 hade Bézaudun-sur-Bîne 71 invånare.

## Befolkningsutveckling
Antalet invånare i kommunen Bézaudun-sur-Bîne
Referens:INSEE